# Marion Eichmann

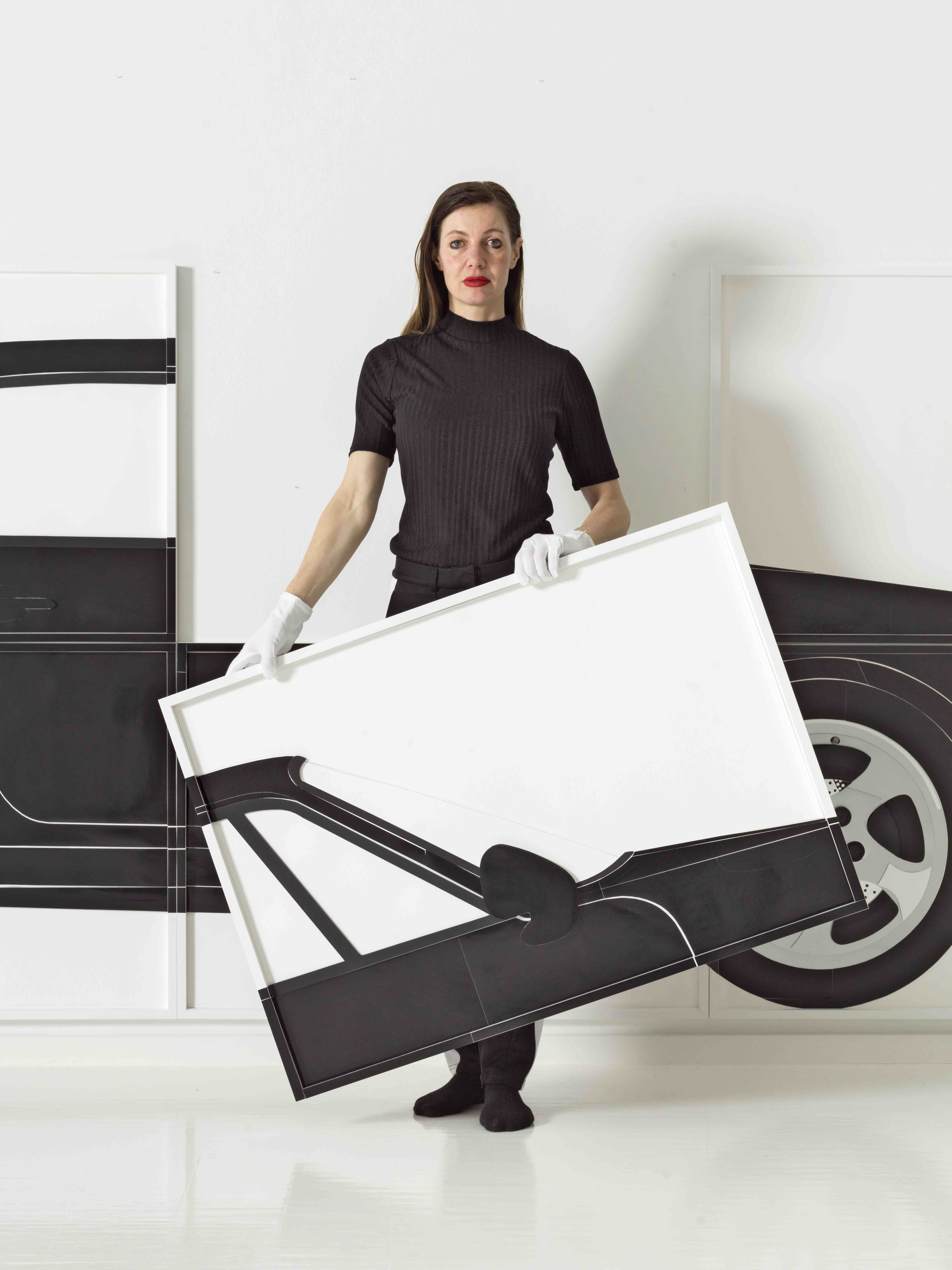
Marion Eichmann 2021 in ihrem Studio

Marion Eichmann (* 1974 in Essen) ist eine deutsche Künstlerin, die bekannt für ihre plastischen Papiercollagen, Rauminstallationen und Zeichnungen ist.

## Leben und Werk
Marion Eichmann studierte an der Kunsthochschule Berlin-Weißensee (1996–2002).
Ihr Abschlussprojekt „16324800 Maschen“ (2002) bestand aus einer Raumcollage. Nach der Meisterschülerarbeit „Ping Pong“ (2003), einer Rauminstallation aus eingestrickten Alltagsgegenständen, folgten künstlerische Kooperationen mit BMW und ein dreimonatiger Aufenthalt in Tokio auf eine Einladung des japanischen Modedesigners Issey Miyake hin. 2005 folgte ein längerer Aufenthalt in New York, bei dem detaillierte Zeichnungen von Stadtansichten entstanden, die sie später in großformatige Zeichnungen und Collagen, teils mit Fundstücken und farbigem Papier ins Reliefhafte umsetzte. Diese Arbeitsweise ist noch heute ihr stilistisches Markenzeichen, die sich auch in begehbaren Rauminstallationen wie „Laundromat“ (2016/17, Kunstverein Marburg, IG Metall HaL) findet.
Mit den Mitteln der Zeichnung und der Collage schafft Marion Eichmann farbige, teils reliefhafte Bilder, Objekte und Installationen.
Ausgangspunkt sind dabei Zeichnungen alltäglicher Gegenstände. Sowohl bei der Beobachtung als auch in der Umsetzung legt sie besonderes Augenmerk auf Details.
Mit „Follow M.E.“ wurde 2020 in der Galerie Stihl Waiblingen die erste monographische Werkschau in einem Kunstmuseum präsentiert, die auch überregionale Aufmerksamkeit erzeugte.
2021 wurde sie vom Kunstbeirat des Deutschen Bundestags mit einem Kunstprojekt beauftragt, das Architektur und Nutzung des parlamentarischen Gebäudes thematisiert. Die Ausstellung im Deutschen Bundestag trug den Titel Sight.Seeing Bundestag und wurde am 1. Juni 2022 von Bundestagspräsidentin Bärbel Bas eröffnet. Es entstanden insgesamt 107 Werke. Die Collagen wurden zwischen dem 1. Juni 2022 und dem 11. September 2022 in der Abgeordnetenlobby des Reichstagsgebäudes ausgestellt. Nach der Ausstellung im Bundestag zog Sight.Seeing.Bundestag weiter in das  Verbindungsbüro des Deutschen Bundestages in Brüssel.
Marion Eichmann lebt und arbeitet in Berlin. Ihre Werke befinden sich in privaten und öffentlichen Sammlungen, u. a. Hasso Plattner Foundation, der Sammlung Leinemann und der Sammlung des Deutschen Bundestages.

## Preise und Auszeichnungen
- 2021/2022: Auftragsarbeit für den Deutschen Bundestag kunst-im-bundestag.de
- 2019: Kunstpreis Münsterland[13]
- 2017: Berlin Hyp Art Award
- 2014: Franz-Joseph-Spiegler-Preis[14]
- 2003: Mart Stam Förderpreis
- 2002: NaFög-Stipendium zur Förderung künstlerischen Nachwuchses

## Einzelausstellungen (Auswahl)
- 2023: Cut-outs in paper — Galerie Noah, Glaspalast Augsburg
- 2023: Step by Step — Städtische Gallery, Offenburg
- 2022/23: Marion Eichmann Sight. Seeing Bundestag - Verbindungsbüro des Deutschen Bundestages, Brüssel
- 2022: Marion Eichmann Sight. Seeing Bundestag - Deutscher Bundestag, Berlin
- 2022: Papierarbeiten —Schloß Mochental, Ehingen
- 2022: Arbeiten aus den letzten Jahren    — Galerie Schrade, Karlsruhe
- 2022: Sight. Seeing II — Galerie Tammen, Berlin
- 2022: von…bis! – Kunstsammlung Neubrandenburg
- 2020: Collagen – Schloss Mochental, Galerie Schrade
- 2020: About 2004 bis 2020 – Galerie Tammen[15], Berlin
- 2020: About – Galerie Tammen, Berlin
- 2020: Collagen – Galerie Schrade, Schloss Mochental
- 2020: Follow M.E.  –  Museum Galerie Stihl, Waiblingen (Katalog)
- 2019: Cash – DavisKlemmGallery Wiesbaden
- 2019: Papierarbeiten – Galerie Schrade Karlsruhe
- 2019: To and fro – Kunstraum Detmold[16]
- 2018/19: Halb 2 – Galerie Tammen, Berlin
- 2018: Points – Burg Kniphausen, Wilhelmshaven
- 2018: Cuts – Galerie Anja Knoess, Köln
- 2018: Hyp Preis 2017 Lichter – Hyp AG, Berlin
- 2017: Levels – Galerie Tobias Schrade, Ulm
- 2017: Point of View – Marburger Kunstverein, Marburg
- 2017: Manythings – Essenheimer Kunstverein, Mainz
- 2017: Rot Gelb Blau – Galerie Tammen & Partner, Berlin
- 2017: Laundromat – Haus am Lützowplatz / IG Metall-Haus, Berlin
- 2016: Neue Arbeiten – Galerie Tammen & Partner, Berlin
- 2016: Retrospektive – Gehag Forum, Berlin
- 2016: Next Step – Städtische Galerie, Lahr
- 2015: Collagen – Galerie Rigassi, Bern, Schweiz
- 2015: Neue Arbeiten – DavisKlemmGallery, Wiesbaden
- 2015: New York / Tokyo / Istanbul:  Hessisches Landesmuseum & Schader-Stiftung, Darmstadt
- 2014: Look Twice – Galerie Schrade, Karlsruhe
- 2014: Mit Schere und Papier – Schloss Mochental, Galerie Schrade
- 2013: Zeichnung / Collage – Galerie Tammen & Partner, Berlin
- 2012: Zeichnung Installation Collage – Galerie Tammen & Partner, Berlin
- 2011: Look Twice – Kunstverein Bretten
- 2011: NY Lines – Galerie Geiger, Konstanz
- 2011: Collagen – Gehag Forum, Berlin
- 2010: NY Goes Istanbul – Galerie Geiger, Konstanz
- 2010: Auf Weiss – Städtische Galerie Lahr
- 2009: Collagen – Galerie T40, Düsseldorf
- 2008: Buffet Dreaming – Galerie Geiger, Konstanz
- 2008: Drup(a)rt – Special zur Drupa Installation – Galerie T40, Düsseldorf
- 2007: Zeichnungen, Collagen – Kunstverein Rastatt
- 2007: Drawings – Galeriarmazèm Lissabon, Portugal
- 2007: Tokyo – New York Collagen – Installation – Galerie Geiger, Konstanz
- 2006: NY To Go – Galerie ArtBüro, Berlin
- 2006: Drawing and Collages – Galeriarmazèm Lissabon, Portugal
- 2006: Collagen NY To Go – Galerie Döbele, Dresden
- 2006: NY To Go, Tokyo Mono – Galerie deArtis Zug, Schweiz
- 2006: Zeichnungen – Galerie Artae, Leipzig
- 2004: Eingestrickter MINI – Künstlerische Kooperation mit BMW, München/Berlin
- 2004: Tokyo Mono – Auguststrasse 52, Berlin
- 2003: Mart Stam – Mini Friedrichstrasse, Berlin
- 2003: Ping Pong – Eine Raumcollage: Joachimstrasse 3, Berlin
- 2003: Social Fabric, Lecture – Galerie Lothringer 13, München
- 2002: 16324800 Maschen – Eine Raumcollage: Auguststrasse 52, Berlin
- 2002: Modenschau – Kulturbrauerei Berlin
- 2002: Strickkleider und Collagen – Galerie Kurkhaus Müller, Berlin
- 2002: Berlin Collagen – Galerie Elektrohaus 88, Hamburg
- 2002: 16324800 Maschen – Eine Raumcollage: Galerie Hinterconti, Hamburg

## Publikationen
- 2022: Marion Eichmann. Sight.Seeing Bundestag Hatje Cantz Verlag ISBN 978-3-7757-5227-5
- 2021: Katalog Galerie Anja Knoess - ISBN  978-3-00-068094-4
- 2020: Follow ME Katalog – ISBN 978-3-9817596-6-2
- 2019: To and Fro – Kunstraum Detmold ISBN 978-3-9818088-8-9
- 2019: Cash – DavisKlemmGallery, Wiesbaden Deutsch, Englisch
- 2019: To and Fro – Kunstraum Detmold ISBN 978-3-9818088-8-9
- 2018: Schnittstelle – Museum August Macke Haus, Bonn ISBN 978-3-942423-07-6
- 2018: Cuts Katalog – Galerie Anja Knoess, Köln
- 2018: Lichter Katalog – HYP Berlin, Galerie Tammen, Berlin
- 2016: Marion Eichmann – Neuer Katalog
- 2015: Künstler-Tourist: Urban Views – ISSN 2199-5036
- 2015: Buch Kunst-Malerei-Skulptur-Objekt – ISBN 978-3-00-049816-9
- 2014: Mit Schere und Papier – Galerie Schrade, ISBN 3-924922-64-0
- 2013: Look Twice Katalog – Jovis Verlag, ISBN 978-3-86859-257-3